# Шергин, Валентин Иванович
Валентин Иванович Шергин (15 августа 1945 — 29 сентября 2013) — полковник КГБ СССР, сотрудник группы «А» 7-го управления КГБ СССР (ныне спецподразделение «Альфа»). Участник Афганской войны в составе спецподразделения «Альфа».

## Биография
Родился в семье кадрового военного, служившего в Средней Азии и на Украине. Окончил автомобильный техникум, работал на ЗИЛе, позже поступил в институт физической культуры. Занимался лёгкой атлетикой (бегом на средней дистанции), тренер — Анатолий Иванович Комаров. Получил мастера спорта, но карьеру завершил в возрасте 26 лет из-за травмы мышцы бедра. Комаров предложил Шергину стать помощником в тренерском штабе сборной СССР по лёгкой атлетике, однако последний решил продолжить службу в Седьмом управлении КГБ СССР. Там он стал военно-физической работы управления, где отвечал за физическую подготовку оперативников, а через два года пришёл в группу «А». По собственным воспоминаниям, однажды сопровождал судью, рассматривавшего дело об убийстве сотрудника госбезопасности В. И. Афанасьева, который оказался «оборотнем в погонах».
С 7 по 27 декабря 1979 года Шергин командовал охраной будущего президента ДРА Бабрака Кармаля на авиабазе ВВС Баграм в Кабуле, в дни подготовки советских частей специального назначения к штурму дворца Армина. По известным сведениям, Шергин находился в кинотеатре «Россия» с женой и дочерью на момент, когда ему поступило сообщение немедленно явиться в расположение базы «Альфы». В день штурма вошёл в Кабул вместе с Бабраком Кармалем и Анахитой Ратебзад, которые вместе с Шергиным находились в одном из бронетранспортёров. В 1980-е годы Шергин также пребывал на территории ДРА как командир нештатной боевой группы в специальной командировке, его группа не потеряла ни одного сотрудника убитым.
Награждён двумя орденами Красной Звезды и рядом медалей. После ухода в запас участвовал в организации двух частных охранных мероприятий и планировании встреч ветеранов Группы «А». Незадолго до смерти был принят в члены украинской ассоциации «Альфа», удостоверение получили родные Валентина Ивановича уже после его кончины, в Ритуальном зале ФСБ.